# Calliergonaceae
As Calliergonaceae são uma família de musgos aquáticos pertencentes à ordem Hypnales. A família foi descrita pela primeira vez em 1978 por Ignatov e Huttunen e é composta por cinco gêneros e cerca de 30 espécies.

## Gêneros
Calliergonaceae é composta por 4 gêneros: Calliergon, Scorpidium, Cuspidatula e Pseudocalliergon.

## Descrição Morfológica
A família Calliergonaceae é caracterizada por musgos aquáticos com uma morfologia distinta. As folhas são longas e estreitas, com  apenas algumas células de largura e podem se sobrepor em uma única linha ao longo do caule. Suas folhas geralmente são planas e possuem células de paredes finas que lhes permitem absorver nutrientes da água. As hastes são frequentemente ramificadas e podem crescer até 50 centímetros de comprimento, o que permite que o musgo se adapte ao ambiente aquático. Além disso, os musgos da família Calliergonaceae possuem um sistema radicular bem desenvolvido que lhes permite aderir firmemente ao substrato, como rochas ou sedimentos.

## Reprodução
A família Calliergonaceae é composta por musgos que se reproduzem assexuadamente por meio de brotamento lateral ou fragmentação do caule, bem como sexualmente através de estruturas reprodutivas especializadas chamadas de gametângios.
A morfologia e a estrutura dos gametângios variam entre as diferentes espécies de Calliergonaceae. Por exemplo, em algumas espécies, como Scorpidium scorpioides, os gametângios são produzidos em estruturas semelhantes a copos chamadas de caliptras, que crescem a partir do caule. Em outras espécies, como Warnstorfia sarmentosa, os gametângios são produzidos em ramos laterais do caule.

## Distribuição
A família Calliergonaceae é amplamente distribuída em todo o mundo, com uma grande diversidade de espécies que ocorrem em habitats úmidos, como pântanos, rios, lagos e florestas úmidas.
A família Calliergonaceae está presente em todos os continentes, exceto na Antártica, com espécies que ocorrem em regiões tropicais, subtropicais e temperadas. Na América do Norte, por exemplo, várias espécies de Calliergonaceae são encontradas em áreas úmidas de alta altitude nas Montanhas Rochosas e na cordilheira dos Apalaches. Na Europa, diversas espécies da família ocorrem em toda a região, sendo que a maioria das espécies de Calliergonaceae ocorre nas regiões temperadas do Hemisfério Norte.
Na América do Sul, a família é encontrada em áreas de alta altitude nos Andes, além de habitats úmidos em outras regiões, como no Brasil, Argentina e Chile.

### Distribuição no Brasil
Algumas espécies são descritas no Brasil. Estudos taxonômicos, como o trabalho de Peralta e colaboradores, registram a presença de quatro espécies no Brasil, sendo elas: 
- Calliergonella cuspidata: uma espécie com distribuição neotropical, que ocorre em áreas pantanosas em altitudes elevadas na região dos Andes e em algumas partes do Brasil.
- Scorpidium cossonii: uma espécie que pode ser encontrada em regiões de altitude elevada na Mata Atlântica brasileira.

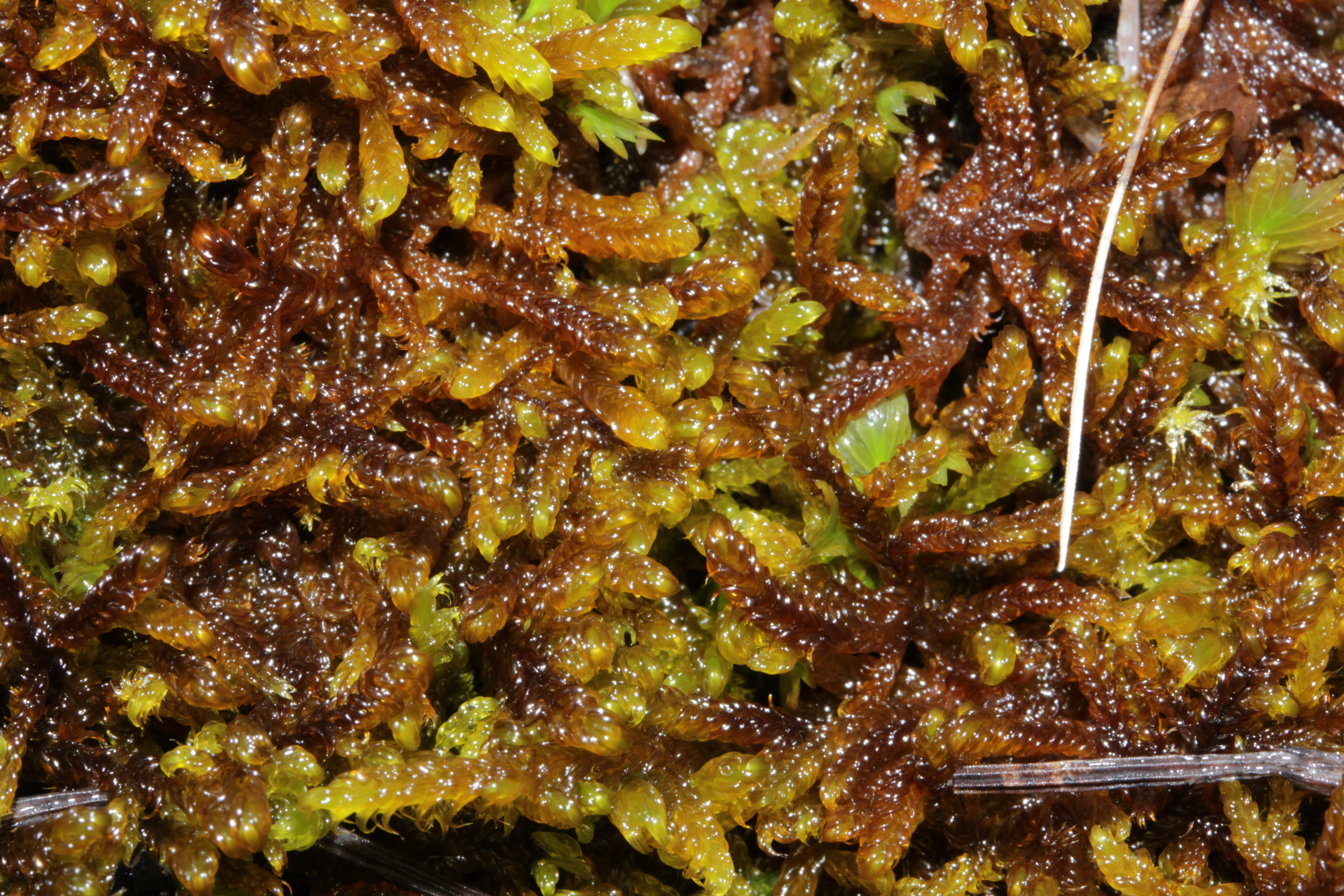
Espécie Scorpidium cossonii presenta na Mata Atlântica brasileira.

- Scorpidium scorpioides: uma espécie cosmopolita que pode ser encontrada em áreas úmidas e pantanosas em todo o mundo, incluindo algumas áreas do Brasil.
- Warnstorfia fluitans: uma espécie que ocorre em áreas úmidas em todo o mundo, incluindo algumas partes do Brasil.

## Relações Filogenéticas
A filogenia estuda as relações evolutivas entre os organismos e suas gerações. A família Calliergonaceae  passou por várias mudanças taxonômicas ao longo do tempo, e sua posição filogenética é motivo de debate na comunidade científica. No entanto, estudos recentes baseados em análises moleculares mostram que a família Calliergonaceae está intimamente relacionada à família Sphagnaceae e juntas podem formar o clado Sphagnopsida. Buck e colaboradores (2016)  analisaram a filogenia da ordem Polytricopsida, que inclui Calliergonaceae, e encontraram suporte para o monofiletismo de Calliergonaceae. Hedenäs (2003)  também encontrou suporte para a monofilia do gênero, mas sugeriu dividir o gênero Calliergon  em vários gêneros menores.  Peralta et ai. (2021)  descreveram uma nova espécie de Calliergonella, um gênero Calliergon recentemente separado, com base em análises filogenéticas e morfológicas.